# Fermat-Punkt
Der erste Fermat-Punkt und der zweite Fermat-Punkt, benannt nach dem französischen Richter und Mathematiker Pierre de Fermat, gehören zu den besonderen Punkten eines Dreiecks. Der erste Fermat-Punkt ist derjenige Punkt, für den die Summe der Abstände zu den drei Eckpunkten minimal ist.
Beide Fermat-Punkte sind isogonal konjugiert zu den beiden isodynamischen Punkten. Sie liegen auch auf der Kiepert-Hyperbel. In der einschlägigen Literatur wird der wesentlich bekanntere erste Fermat-Punkt meist als Fermat-Punkt bezeichnet.

## Geschichte
Es war vermutlich das Jahr 1646, als Fermat das Manuskript „MAXIMA ET MINIMA“ verfasste, indem er an die Gelehrten seiner Zeit die folgende Aufgabe stellte:

Datis tribus punctis, quartum reperire, a quo si ducantur tres rectæ ad data puncta,summa trium harum rectarum sit minima quantitas

„Gegeben sind drei Punkte, gesucht ist ein vierter Punkt, so dass die Summe seiner Abstände von den drei gegebenen Punkten ein Minimum wird.“

Noch im selben Jahr fand Evangelista Torricelli drei elementare Lösungen, die Torricellis Schüler Vincenzo Viviani, zusammen mit einer eigenen, im Jahre 1659 veröffentlichte.
Torricelli lieferte u. a. eine geometrische Lösung (Bild 1, 3 und 4), die mit Zirkel und Lineal darstellbar ist. Die Umkreise der drei gleichseitigen Dreiecke, errichtet über die Seiten des Ausgangsdreiecks (Standortdreieck), schneiden sich in einem Punkt. Der auf diese Art und Weise generierte Fermat-Punkt wird auch Torricelli-Punkt genannt. Seine Methode eignet sich übrigens sowohl für den ersten Fermat-Punkt {\displaystyle F_{1}} als auch für den zweiten Fermat-Punkt {\displaystyle F_{2}} (Bild 5, 7 und 8).
Schließlich bewies Thomas Simpson, daß die drei Linien, die von je einem der gleichseitigen Dreiecke zu der gegenüberliegenden Ecke des Standortdreiecks verlaufen, sich in dem Torricelli-Punkt treffen. Diese drei Linien werden deshalb auch die Simpson-Linien genannt.

## Erster Fermat-Punkt
Bereits im Jahr 1647 zeigte Bonaventura Cavalieri: Wenn alle Winkel des Dreiecks {\displaystyle ABC} kleiner als 120° sind, dann ist der erste Fermat-Punkt {\displaystyle F_{1}} des Dreiecks derjenige Punkt im Inneren des Dreiecks, von dem aus alle drei Seiten unter einem 120°-Winkel gesehen werden (Bild 1 und 4); dies bedeutet
(1) {\displaystyle \angle AF_{1}B=\angle BF_{1}C=\angle CF_{1}A=120^{\circ }.}

### Eigenschaften 1
- Sind alle Winkel des gegebenen Dreiecks {\displaystyle ABC} kleiner als 120° (Bild 1 und 4), so ist der erste Fermat-Punkt {\displaystyle F_{1}} derjenige Punkt, für den die Summe der Entfernungen von den Ecken des Dreiecks {\displaystyle ABC} (also die Summe {\displaystyle {\overline {F_{1}A}}+{\overline {F_{1}B}}+{\overline {F_{1}C}}}) den kleinstmöglichen Wert annimmt.

Der Beweis dieser Tatsache stammt von dem Italiener Evangelista Torricelli. Daher spricht man gelegentlich auch vom Fermat-Torricelli-Punkt.
- Ist dagegen einer der Winkel des Dreiecks {\displaystyle ABC} größer oder gleich 120° (Bild 3), dann ist die Lösung gerade der Punkt, in dem sich dieser Winkel befindet,[4] d. h. der erste Fermat-Punkt {\displaystyle F_{1}} stimmt mit dem Scheitel des 120°-Winkels überein.
- Bei einem gleichseitigen Dreieck {\displaystyle ABC} (Bild 4) entspricht der erste Fermat-Punkt {\displaystyle F_{1}} dem Inkreismittelpunkt.
- Der erste Fermat-Punkt {\displaystyle F_{1}} liegt auf der Kiepert-Hyperbel.

### Konstruktion 1
Über den Seiten eines gegebenen Dreiecks {\displaystyle ABC} errichtet man die drei gleichseitige Dreiecke {\displaystyle \triangle AC_{1}B,\;\triangle BA_{1}C} und {\displaystyle \triangle CB_{1}A}, im Folgenden mit Aufsatzdreiecke bezeichnet. Nun gibt es zwei Möglichkeiten, um den ersten Fermat-Punkt {\displaystyle F_{1}} zu bestimmen (beide Möglichkeiten sind in den Bildern 1, 3 und 4 eingearbeitet):
A) Man verbindet die neu dazu gekommenen Punkte {\displaystyle A_{1},B_{1}} und {\displaystyle C_{1}} mit den gegenüberliegenden Ecken des Dreiecks (also mit {\displaystyle A,B} und {\displaystyle C}), so schneiden sich diese Verbindungsstrecken in einem Punkt  {\displaystyle F_{1}.} Dieser wird als erster Fermat-Punkt des Dreiecks bezeichnet.
B) Man ermittelt die Umkreise der drei Aufsatzdreiecke. Sie liefern als Schnittpunkt den ersten Fermat-Punkt {\displaystyle F_{1}}, wie oben in Geschichtliches beschrieben, auch Torricelli-Punkt genannt.
Die Darstellung des ersten Fermat-Punktes {\displaystyle F_{1}} auf der Kiepert-Hyperbel (Bild 2) ist eine Weiterführung der Konstruktion (Bild 1). Ist der erste Fermat-Punktes {\displaystyle F_{1}} des Ausgangsdreiecks (Startdreieck) bestimmt, werden über dessen drei Seiten gleichschenklige ähnliche Dreiecke (gleiche Basiswinkel) {\displaystyle \triangle AFB,\;\triangle BEC} und {\displaystyle \triangle ECD} nach außen errichtet. Nach dem Einzeichnen des Kiepert-Dreiecks {\displaystyle \triangle FED} folgen die Geraden {\displaystyle AE,FC} und {\displaystyle BD} (gestrichelte Linien, hellblau). Die drei Geraden schneiden sich im Perspektivitätszentrum {\displaystyle P}. Abschließend kann die Kiepert-Hyperbel auch alternativ mithilfe der verwendeten Dynamische-Geometrie-Software (DGS) durch Eingabe des Befehls Kegelschnitt {\displaystyle (A,B,C,P,F_{1})} generiert werden.

Bild 1: Allgemeines Dreieck, erster Fermat-Punkt bzw. Torricelli-Punkt

Bild 2: Startdreieck, Kiepert-Dreieck:, Perspektivitätszentrum,
Fermat-Punkt (hellblau), gleich große Basiswinkel (grün), Kiepert-Hyperbel (rot)

Bild 3: Dreieck, Winkel ≥120°, erster Fermat-Punkt bzw. Torricelli-Punkt liegt auf Scheitel ≥120°

Bild 4: Gleichseitiges Dreieck, erster Fermat-Punkt bzw. Torricelli-Punkt auch Inkreismittelpunkt

### Anwendung
Der erste Fermat-Punkt {\displaystyle F_{1}} findet in der Wirtschaftsmathematik, speziell in der Standortplanung Anwendung. Angenommen drei Unternehmen wollen ein Zentrallager derart bauen, dass die Transportkosten zu diesem Zentrallager minimal sind. Das Zentrallager müsste an der Stelle des Fermat-Punkts {\displaystyle F_{1}} gebaut werden, wenn man sich die Lage der drei Unternehmen als Dreieck vorstellt, da für den Fermat-Punkt {\displaystyle F_{1}} die Summe der Abstände zu den Ecken des Dreiecks minimal ist (wobei alle Winkel im Dreieck kleiner als 120° sein müssen).

## Zweiter Fermat-Punkt
Für den zweiten Fermat-Punkt {\displaystyle F_{2}} (Scheitel) in einem Dreieck {\displaystyle ABC} ohne Innenwinkel gleich {\displaystyle 60^{\circ }} (Bild 4) gilt:
{\displaystyle \angle AF_{2}B=\angle BF_{2}C=60^{\circ }} und {\displaystyle \angle AF_{2}C=120^{\circ }.}

### Eigenschaften 2
- Der zweite Fermat-Punkt {\displaystyle F_{2}} besitzt, im Gegensatz zum ersten Fermat-Punkt {\displaystyle F_{1}}, im Allgemeinen nicht die Minimumeigenschaft (siehe Eigenschaften 1 und Bild 4). Er erfüllt sie nur dann, wenn er mit einem der Eckpunkte des Ausgangsdreiecks {\displaystyle \triangle {ABC}} zusammen fällt.[7]
- Besitzt das Dreieck {\displaystyle ABC} einen 60°-Winkel (Bild 5), dann entspricht der zweite Fermat-Punkt {\displaystyle F_{2}} dem Scheitel des 60°-Winkels.
- Ist das Dreieck {\displaystyle ABC} gleichseitig (Bild 6), ist es kongruent zu den drei (gleichseitigen) Aufsatzdreiecken, d. h. die vier Dreiecke liegen übereinander, somit entspricht {\displaystyle A_{1}=A,} {\displaystyle B_{1}=B} und {\displaystyle C_{1}=C.} Infolgedessen kann jeder der drei Eckpunkte {\displaystyle A,B} oder {\displaystyle C} quasi ein zweiter Fermat-Punkt {\displaystyle F_{2}} sein.
- Der zweite Fermat-Punkt {\displaystyle F_{2}} liegt auf der Kiepert-Hyperbel

### Konstruktion 2
Der zweite Fermat-Punkt {\displaystyle F_{2}} eines Dreiecks ergibt sich nach der gleichen Konstruktion wie der des ersten Fermat-Punktes {\displaystyle F_{1},} nur muss man die drei Aufsatzdreiecke {\displaystyle \triangle AC_{1}B,\;\triangle BA_{1}C} und {\displaystyle \triangle CB_{1}A} jeweils nicht „nach außen“ über den Dreiecksseiten errichten, sondern „nach innen“. Die Umkreise der drei Aufsatzdreiecke schneiden sich in diesem Fall im Fermat-Punkt bzw. Torricelli-Punkt {\displaystyle F_{2}}.
Die Darstellung des zweiten Fermat-Punktes {\displaystyle F_{2}} auf der Kiepert-Hyperbel (Bild 6) ist eine Weiterführung der Konstruktion (Bild 5). Sie ist analog der, die im Abschnitt Konstruktion 1 beschrieben ist.

Bild 5: Allgemeines Dreieck, zweiter Fermat-Punkt bzw. Torricelli-Punkt

Bild 6: Startdreieck, Kiepert-Dreieck:, Perspektivitätszentrum,
Fermat-Punkt (hellblau), gleich große Basiswinkel (grün), Kiepert-Hyperbel (rot)

Bild 7: Dreieck, Innenwinkel 60°, zweiter Fermat-Punkt bzw. Torricelli-Punkt liegt auf Scheitel 60°

Bild 8: Gleichseitiges Dreieck, zweiter Fermat-Punkt bzw. Torricelli-Punkt liegt auf A, B oder C

## Beweise
Wir nutzen in Lemma 1 und Lemma 2 die Eigenschaften von Vektoren und ihrem Skalarprodukt in der euklidischen Ebene.

### Lemma 1

Geometrisch bedeutet die Bedingung für die Vektoren, dass die skalierten Vektoren ein gleichseitiges Dreieck der Seitenlänge 1 bilden, dessen Außenwinkel den Winkeln zwischen den Vektoren entsprechen.
In gleichseitigen Dreiecken gilt:
Innenwinkel (grün) betragen
Außenwinkel (rot) betragen

Für alle Vektoren {\displaystyle {\overrightarrow {a}},{\overrightarrow {b}},{\overrightarrow {c}}\neq {\overrightarrow {0}},} ist
{\displaystyle {\frac {\overrightarrow {a}}{|{\overrightarrow {a}}|}}+{\frac {\overrightarrow {b}}{|{\overrightarrow {b}}|}}+{\frac {\overrightarrow {c}}{|{\overrightarrow {c}}|}}={\overrightarrow {0}}}
äquivalent zu der Aussage, dass
{\displaystyle {\frac {\overrightarrow {a}}{|{\overrightarrow {a}}|}},{\frac {\overrightarrow {b}}{|{\overrightarrow {b}}|}},{\frac {\overrightarrow {c}}{|{\overrightarrow {c}}|}}} jeweils einen Winkel von 120° zueinander haben.
Beweis von Lemma 1
Wir definieren Einheitsvektoren {\displaystyle {\overrightarrow {e_{i}}}\ (i=0,1,2)}  durch
{\displaystyle {\overrightarrow {e_{0}}}={\frac {\overrightarrow {a}}{|{\overrightarrow {a}}|}},{\overrightarrow {e_{1}}}={\frac {\overrightarrow {b}}{|{\overrightarrow {b}}|}},{\overrightarrow {e_{2}}}={\frac {\overrightarrow {c}}{|{\overrightarrow {c}}|}}.}
und bezeichnen mit {\displaystyle \theta _{ij}} den Winkel zwischen den zwei Einheitsvektoren {\displaystyle {\overrightarrow {e_{i}}},{\overrightarrow {e_{j}}}}.
Dann haben wir zum Beispiel
{\displaystyle 1=|-{\overrightarrow {e_{2}}}|^{2}=|{\overrightarrow {e_{0}}}+{\overrightarrow {e_{1}}}|^{2}=|{\overrightarrow {e_{0}}}|^{2}+2{\overrightarrow {e_{0}}}\cdot {\overrightarrow {e_{1}}}+|{\overrightarrow {e_{1}}}|^{2}=2+2{\overrightarrow {e_{0}}}\cdot {\overrightarrow {e_{1}}}},
also {\displaystyle {\overrightarrow {e_{0}}}\cdot {\overrightarrow {e_{1}}}=-{\tfrac {1}{2}}}, genauso für die anderen Punktepaare.
So bekommen wir {\displaystyle \theta _{ij}=\theta _{ji}} und die Werte des inneren Produkts als
{\displaystyle {\overrightarrow {e_{i}}}\cdot {\overrightarrow {e_{j}}}=\cos \theta _{ij}={\begin{cases}1&(i=j)\\-{\frac {1}{2}}&(i\neq j).\end{cases}}}
Damit erhalten wir {\displaystyle \theta _{ij}=120^{\circ }\ (i\neq j).}
Umgekehrt, wenn Einheitsvektoren {\displaystyle {\overrightarrow {e_{i}}}\ (i=0,1,2)} einen Winkel von 120° zueinander haben, erhält man
{\displaystyle |{\overrightarrow {e_{0}}}+{\overrightarrow {e_{1}}}+{\overrightarrow {e_{2}}}|^{2}=\sum _{i=j}^{}{\overrightarrow {e_{i}}}\cdot {\overrightarrow {e_{j}}}+\sum _{i\neq j}^{}{\overrightarrow {e_{i}}}\cdot {\overrightarrow {e_{j}}}=3\times 1+6\times \left(-{\frac {1}{2}}\right)=0.}
Deshalb erhalten wir
{\displaystyle {\overrightarrow {e_{0}}}+{\overrightarrow {e_{1}}}+{\overrightarrow {e_{2}}}={\overrightarrow {0}}.} Q.e.d.

### Lemma 2
Für alle Vektoren {\displaystyle {\overrightarrow {a}}\neq {\overrightarrow {0}}} und {\displaystyle {\overrightarrow {x}}} gilt
{\displaystyle |{\overrightarrow {a}}-{\overrightarrow {x}}|\geq |{\overrightarrow {a}}|-{\frac {\overrightarrow {a}}{|{\overrightarrow {a}}|}}\cdot {\overrightarrow {x}}.}
Beweis von Lemma 2
Das folgt aus der für alle Vektoren {\displaystyle {\overrightarrow {u}},{\overrightarrow {v}}} geltenden Cauchy-Schwarzsche Ungleichung {\displaystyle |{\overrightarrow {u}}||{\overrightarrow {v}}|\geq {\overrightarrow {u}}\cdot {\overrightarrow {v}}} durch Einsetzen von {\displaystyle {\overrightarrow {u}}={\frac {\overrightarrow {a}}{|{\overrightarrow {a}}|}},{\overrightarrow {v}}={\overrightarrow {a}}-{\overrightarrow {x}}.} Q.e.d.
Wenn im Dreieck {\displaystyle ABC} alle Innenwinkel kleiner als 120° sind, können wir den Fermat-Punkt {\displaystyle F_{1}} im Inneren des Dreiecks {\displaystyle ABC} konstruieren. Dann setzen wir {\displaystyle {\overrightarrow {a}}={\overrightarrow {F_{1}A}},{\overrightarrow {b}}={\overrightarrow {F_{1}B}},{\overrightarrow {c}}={\overrightarrow {F_{1}C}},{\overrightarrow {x}}={\overrightarrow {F_{1}X}}.}
Wenn {\displaystyle F_{1}} der Fermat-Punkt ist, dann gilt per Definition {\displaystyle \angle AF_{1}B=\angle BF_{1}C=\angle CF_{1}A=120^{\circ },} so dass wir die Gleichung aus Lemma 1 bekommen.
Aus Lemma 2 sehen wir, dass
{\displaystyle |{\overrightarrow {XA}}|\geq |{\overrightarrow {F_{1}A}}|-{\frac {\overrightarrow {a}}{|{\overrightarrow {a}}|}}\cdot {\overrightarrow {x}},}
{\displaystyle |{\overrightarrow {XB}}|\geq |{\overrightarrow {F_{1}B}}|-{\frac {\overrightarrow {b}}{|{\overrightarrow {b}}|}}\cdot {\overrightarrow {x}},}
{\displaystyle |{\overrightarrow {XC}}|\geq |{\overrightarrow {F_{1}C}}|-{\frac {\overrightarrow {c}}{|{\overrightarrow {c}}|}}\cdot {\overrightarrow {x}}.}
Aus diesen drei Ungleichungen und der Gleichung von Lemma 1 folgt
{\displaystyle |{\overrightarrow {XA}}|+|{\overrightarrow {XB}}|+|{\overrightarrow {XC}}|\geq |{\overrightarrow {F_{1}A}}|+|{\overrightarrow {F_{1}B}}|+|{\overrightarrow {F_{1}C}}|.}
Dies gilt für jeden Punkt X in der euklidischen Ebene. Damit haben wir gezeigt: wenn X = {\displaystyle F_{1}}, dann wird der Wert {\displaystyle |{\overrightarrow {XA}}|+|{\overrightarrow {XB}}|+|{\overrightarrow {XC}}|} minimal.
Q.e.d.

### Hofmann-Beweis
Der folgende Beweis für Dreiecke mit Innenwinkeln kleiner als {\displaystyle 120^{\circ }} stammt von Joseph Ehrenfried Hofmann, aus seinem im Jahr 1929 erschienenen Artikel Elementare Lösung einer Minimumsaufgabe in der Zeitschrift für mathematischen und naturwissenschaftlichen Unterricht. Wenn auch weniger bekannt als die klassischen, analytischen Beweise, so überzeugt er doch durch seine Einfachheit und Nachvollziehbarkeit.
Der Ansatz ist die Rotation (Koordinatentransformation) eines beliebigen Punktes {\displaystyle P} innerhalb eines Dreiecks {\displaystyle ABC} mit dem Zentrum (Koordinatenursprung) {\displaystyle M.} Als Definition der Funktion in der Ebene gilt
{\displaystyle f_{M}\colon \mathbb {R} ^{2}\to \mathbb {R} ^{2},\;f_{M}\left(P\right)=P'}
Ist der Punkt {\displaystyle A} des Dreiecks {\displaystyle ABC} das Zentrum und der Rotationswinkel {\displaystyle 60^{\circ }}, ergibt sich (Bild 6)
{\displaystyle f_{A}\left(P\right)=P'} und
{\displaystyle f_{A}\left(C\right)=B_{1}.}

Bild 6: Hofmann-Beweis des ersten Fermat-Punktes, gebrochene Linie

Bild 7: Hofmann-Beweis des ersten Fermat-Punktes, kürzest mögliche Länge, siehe Animation

Aufgrund der gleichseitigen Dreiecke {\displaystyle APP'} und {\displaystyle ACB_{1}} sowie der deckungsgleichen Dreiecke {\displaystyle APC} und {\displaystyle AP'B_{1}} (zweiter Kongruenzsatz SWS) kann man folgern
{\displaystyle d=d(P,A)+d(P,B)+d(P,C)=|PA|+|PB|+|PC|=|PP'|+|PB|+|P'B_{1}|.}
Mit Worten: {\displaystyle d} steht für die Summe der drei Abstände, d. h. für die Länge der gebrochenen Linie {\displaystyle B_{1}P'PB.} Sie ist gleich lang wie die Summe der Verbindungslinien von {\displaystyle P} zu den Ecken des Dreiecks {\displaystyle ABC.}
Die kürzest mögliche Länge von {\displaystyle d} wird erreicht, wenn die Punkte {\displaystyle B_{1},P',P} und {\displaystyle B} auf einer gemeinsamen Geraden liegen, denn dadurch ergibt sich (Bild 7)
{\displaystyle \angle {B_{1}P'P}=180^{\circ }} und {\displaystyle \angle {P'PB}=180^{\circ },}
wegen
{\displaystyle \angle {AP'P}=60^{\circ },} oder wegen {\displaystyle P} auf Umkreis des {\displaystyle \triangle ACB_{1}} (Kreiswinkelsatz mit Mittelpunktswinkel {\displaystyle 120^{\circ }})
folgt
{\displaystyle \angle {B_{1}P'A}=\angle {CPA}=120^{\circ };}
folglich ist auch
{\displaystyle \angle {APB}=\angle {BPC}=\angle {CPA}=120^{\circ }.}
Setzt man für {\displaystyle P} gleich {\displaystyle F_{1}} (Bild 1), ist damit bewiesen
(1) {\displaystyle \angle AF_{1}B=\angle BF_{1}C=\angle CF_{1}A=120^{\circ }.}

## Koordinaten
Die trilinearen Koordinaten der Fermat-Punkte sind
{\displaystyle \csc \left(\alpha \pm {\frac {\pi }{3}}\right)\,:\,\csc \left(\beta \pm {\frac {\pi }{3}}\right)\,:\,\csc \left(\gamma \pm {\frac {\pi }{3}}\right).}
Die baryzentrischen Koordinaten sind
{\displaystyle \left(a\cdot \csc \left(\alpha \pm {\frac {\pi }{3}}\right)\right):\left(b\cdot \csc \left(\beta \pm {\frac {\pi }{3}}\right)\right):\left(c\cdot \csc \left(\gamma \pm {\frac {\pi }{3}}\right)\right)}.
Dabei sind {\displaystyle a,b,c} die Seitenlängen des Dreiecks und {\displaystyle \alpha ,\beta ,\gamma } die Größen der Innenwinkel. Die Pluszeichen gelten für den 1. Fermat-Punkt ({\displaystyle X_{13}}), die Minuszeichen für den 2. Fermat-Punkt ({\displaystyle X_{14}}).